# Alou Diarra
Alou Diarra (Villepinte, 16. srpnja 1981.) je francuski umirovljeni nogometaš i bivši reprezentativac, a igrao je na poziciji veznjaka. Diarra je senegalskog porijekla. Za Francusku je igrao osam godina i sakupio 44 nastupa.

## Vanjske poveznice
- Profil na Transfermarktu
- Profil na Soccerwayu